# Повазька Бистриця
Пова́жська Би́стриця, або Повазька Бистриця чи Повазька-Бистриця (словац. Považská Bystrica; нім. Waagbistritz; угор. Vágbeszterce) — промислове місто в північно-західній Словаччині на річці Ваг. Населення міста становить 37 261 (2023).

## Географія
Місто розташоване на річці Ваг, між містами Пухов і Битча. Воно лежить за 47 км на північний схід від міста Тренчин і за 172 км від столиці країни, Братислави. Протікають Манінський потік і Моштенік.

## Історія

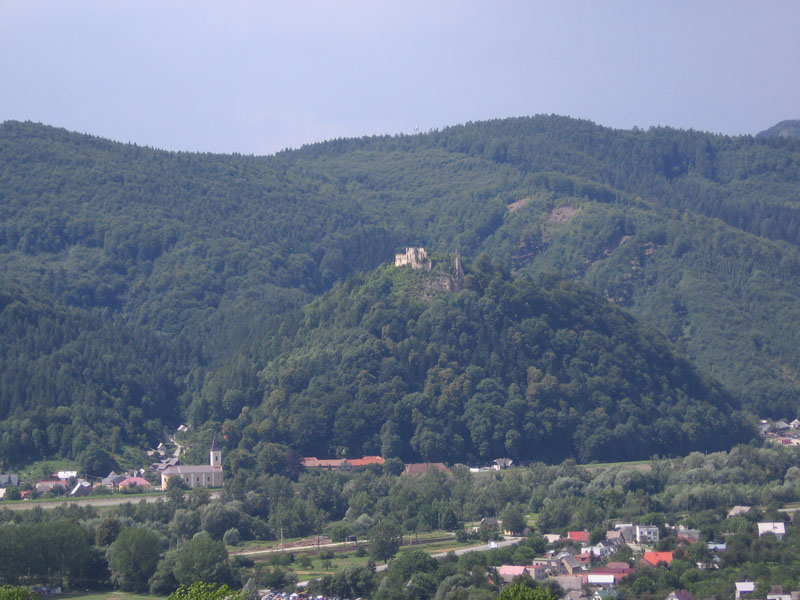
Поважська Бистриця.
Поважський замок

Поважську Бистрицю вперше згадано в 1316 році. Історія міста тісно пов'язана із місцевим замком, побудованим у XIII столітті.
В 1918 році сюди, з Братислави, був перемішений збройовий завод «Рот», після цього починається швидкий індустріальний ріст міста.
Місто в нинішньому вигляді є відносно новим і сучасним, без вираженого історичного центру. Це було викликане тим, що більшість старих історичних будівель були зруйновані й замінені новими, у період з 1950 по 1980 роки.
Поважська Бистриця є адміністративним центром однойменного округу.

## Статистичні дані

### Населення
| Рік:            | 1994.  | 2004.   | 2014.   | 2024.   |
| --------------- | ------ | ------- | ------- | ------- |
| Кількість осіб: | 42 737 | 42 320  | 40 569  | 36 961  |
| Різниця:        |        | -0,97 % | -4,13 % | -8,89 % |

| Рік:            | 2023.  | 2024.   |
| --------------- | ------ | ------- |
| Кількість осіб: | 37 261 | 36 961  |
| Різниця:        |        | -0,80 % |

### Національний склад (2001)
- Словаки — 97,72 %
- Чехи — 1,01 %
- Роми — 0,09 %
- Угорці — 0,09 %
- Поляки — 0,07 %
- Німці — 0,05 %
- інші національності — 0,97 %

### Конфесійний склад (2001)
- Католики — 81,10 %
- Лютерани — 2,56 %
- Греко-католики — 0,18 %
- Православні — 0,07 %
- інші конфесії та атеїсти — 16,9 %

## Пам'ятки
- Руїни Поважського замку
- Костел св. Діви Марії (XV століття)
- Костел св. Георгія (1791)

## Відомі люди
- Імро Вайнер-Краль (нар. 26 жовтня 1901 Поважська Бистриця — пом. 11 серпня 1978 Братислава) — словацький живописець і графік.
- Міхал Максиміліан Схеер (нар. 7 січня 1902 Považská Бистриця — пом. 9 лютого 2000 Нітра) — словацький архітектор.

## Міста-партнери
- Рожнов-під-Радгоштем, Чехія
- Бачка-Паланка, Сербія